# Museu d'art asiàtic de Niça
El Museu d'art asiàtic (en francès, Musée des arts asiatiques) és un museu situat al parc del fènix, a Niça (Alps Marítims), al costat de l'aeroport de la ciutat i el passeig dels anglesos amb la seva llarga platja. Aquesta institució acull col·leccions d'art asiàtic. Va ser inaugurat l'any 1998. La majoria de les seves peces provenen de llegats a la ciutat de Niça.

## El Museu
El museu fou dissenyat per l'arquitecte japonès Kenzo Tange, qui en dirà que «En la meva opinió, aquest museu és una joia de neu que brilla en l'atzur de la Mediterrània. És un cigne que flota en un llac tranquil enmig d'una vegetació exuberant.» L'edifici s'alça sobre d'un llac artificial que, alhora, està envoltat d'un parc amb molta vegetació.
L'estètica arquitectònica del museu es basa en el contrast de formes sòlides recobertes de marbre de balcó donant una impressió de robustesa i parets transparents que li aporten lleugeresa. Les parets al entrar en contacte amb l'aigua es retrauen i motiven la idea d'ingravidesa, com si l'edifici no estigués subjecte a les lleis de la gravetat.
Aquest edifici nasqué com una iniciativa de Jacques Médecin, alcalde de la ciutat de Niça entre 1966 i 1990. Alhora, trobem que l'edifici està vinculat a l'exposició d'obres de Pierre-Yves Trémois que ell mateix cedí a la ciutat.

### El projecte
El museu, inaugurat el 1998, va ser dissenyat per l'arquitecte japonès Kenzo Tange (1913-2005) al cor del parc del fènix de Niça.
Jacques Médecin (1928-1998), alcalde de Niça, va voler exposar obres de Pierre-Yves Trémois, així com peces d'art asiàtic que l'artista volia donar com a llegat a la ciutat. És P. Y. Trémois encoratjà els polítics a triar aquest famós arquitecte japonès en detriment d'algun arquitecte local. A causa de la fugida de Jacques Médecin a l'estranger i la seva condemna per corrupció, el projecte inicial va haver de ser abandonat i l'edifici va romandre desocupat durant diversos anys.
El projecte va ser posteriorment assumit i transformat pel Consell General dels Alps Marítims en un museu d'art asiàtic, amb el suport de la direcció dels museus de França i l'assistència del museu Guimet, el museu nacional d'art asiàtic de França (situat a París).
La primera conservadora del museu fou Marie-Pierre Foissy-Aufrère. Ella va saber assumir el repte de transformar l'espai que, si bé reduït, en les seves sales s'hi evoquen les grans civilitzacions asiàtiques donant-los una entitat independent.

## La col·lecció
La col·lecció del museu es basa en una selecció d'obres emblemàtiques que representen l'esperit de les cultures asiàtiques, combinant arts de cort, creacions religioses, objectes quotidians i peces més de tipus popular. Les col·leccions del museu acullen pecen tradicionalment dividides entre museus d'història, etnografia i arts decoratives. Alhora, també hi tenen cabuda algunes creacions contemporànies.